# Tezaquina
Tezaquina es un género de foraminífero bentónico de la familia Syzraniidae, de la superfamilia Robuloidoidea, del suborden Lagenina y del orden Lagenida. Su especie tipo es Tezaquina clivuli. Su rango cronoestratigráfico abarca desde el Asseliense hasta el Sakmariense (Pérmico inferior).

## Clasificación
Tezaquina incluye a la siguiente especie:
- Tezaquina clivuli